# Остяцкий сельсовет
Остяцкий сельсовет — сельское поселение в Северном районе Новосибирской области Российской Федерации.
Административный центр — село Остяцк.

## История
Статус и границы сельского поселения установлены Законом Новосибирской области от 2 июня 2004 года № 200-ОЗ «О статусе и границах муниципальных образований Новосибирской области»

## Население
| 2002 | 2010 | 2012 | 2013 | 2014 | 2015 | 2016 |
| ---- | ---- | ---- | ---- | ---- | ---- | ---- |
| 354  | ↘293 | ↘288 | ↘277 | ↘271 | ↘266 | ↘262 |
| 2017 | 2018 | 2019 | 2020 | 2021 |      |      |
| ↘260 | ↘257 | ↘254 | ↘244 | ↘238 |      |      |

## Состав сельского поселения
| № | Населённый пункт | Тип населённого пункта       | Население |
| - | ---------------- | ---------------------------- | --------- |
| 1 | Остяцк           | село, административный центр | ↘208      |
| 2 | Ургуль           | деревня                      | ↘85       |